# Chrysopodes delicatus
Chrysopodes delicatus är en insektsart som beskrevs av De Freitas och Penny 2001. Chrysopodes delicatus ingår i släktet Chrysopodes och familjen guldögonsländor. Inga underarter finns listade i Catalogue of Life.